# 長谷川京子
長谷川 京子（はせがわ きょうこ、1978年7月22日 - ）は、日本の女優、ファッションモデル。千葉県出身。所属事務所はレプロエンタテインメント（2022年退社）を経て現在はフリーで活動。

## 来歴
中学2年生の頃にスカウトをされたことがあり、「私なんかに…っていうのもあったし、中3になったら高校受験もあるので」と「堅実になった」ということでその時は断っている。高校に入って同じ人からオファーをもらい、芸能界に入った。
1996年、高校3年生のときに、女性ファッション雑誌『CanCam』の専属モデルオーディションに合格。それ以前には、雑誌『mc Sister』、ティーンズ雑誌『セブンティーン』のモデルをしていたこともあった。
1999年より本格的にモデル業を始め、『CanCam』の表紙を飾るなど活躍。
2000年4月より格闘技情報番組『SRS』（フジテレビ）の三代目格闘ビジュアルクイーンに起用された（初代は藤原紀香、二代目は畑野浩子）。同年にフジテレビ系で放送されたオムニバスドラマ『らぶ・ちゃっと』で女優デビュー。
2002年2月号を最後に『CanCam』を卒業。
2004年にはNTTドコモやコーセーなど10社11商品に出演してCMの露出量が1位となり「CMの女王」と呼ばれる。
2005年に連続ドラマＭの悲劇においては稲垣吾郎演じる主人公を逆恨みする女性を演じ、同年のドラゴン桜では180度異なるキャラクターを演じた。
2006年4月〜6月放送の『おいしいプロポーズ』（TBS）で連続ドラマ初主演。
2019年1月スタートの『グータンヌーボ2』（関西テレビ）でトーク番組の司会に初挑戦。
2020年6月21日、YouTubeチャンネル開設。
2021年5月、 ランジェリーブランド「エス バイ（ESS by）」を立ち上げた。
2022年2月4日、23年間所属したレプロエンタテインメントとのマネジメント契約が終了したことを発表した。その後はフリーで活動している。

### 人物
愛称はハセキョー、ハセキョン、京ちゃん。
ファッション雑誌のモデル時代は人気ぶりが社会現象にもなり「はせきょー現象」という言葉も生まれた。
2008年10月23日、ロックバンド・ポルノグラフィティのギタリスト新藤晴一と交際3カ月で結婚。
2009年5月に第1子となる男児、2012年1月25日に第2子となる女児を出産した。
2021年10月29日、新藤と離婚したことを発表した。

## 出演

### テレビドラマ
- らぶ・ちゃっと（2000年、フジテレビ） - 上原ゆり 役
- 夏休みのサンタさん（2001年9月4日、日本テレビ） - 吾川亜里沙 役
- スタアの恋（2001年10月 - 12月、フジテレビ） - 小泉つぼみ 役
- プリティガール（2002年1月 - 3月、TBS） - 岡林沙智 役
- ビッグマネー!〜浮世の沙汰は株しだい〜（2002年4月 - 6月、フジテレビ） - 保坂遥 役
- 九龍で会いましょう（2002年4月 - 6月、テレビ朝日） - ジャスミン松嶋 役
- 天体観測（2002年7月 - 9月、関西テレビ・フジテレビ） - 有坂七重 役
- 彼女たちのクリスマス「anti-Xmas girl」（2002年12月24日、関西テレビ・フジテレビ） - 祥子 役
- 赤ひげ（2002年12月28日、フジテレビ） - まさえ 役
- いつもふたりで（2003年1月 - 3月、フジテレビ） - 藤原央子 役
- 僕だけのマドンナ（2003年7月 - 9月、フジテレビ） - 片岡するみ 役
- ワンダフルライフ（2004年4月 - 6月、フジテレビ） - 伊佐山みずき 役
- シェエラザード〜海底に眠る永遠の愛〜（2004年7月13日・14日、NHK） - 堀百合子 役
- 冬の運動会（2005年1月4日、日本テレビ） - 竹森日出子 役
- Mの悲劇（2005年1月 - 3月、TBS） - 相原（香田）美沙 役
- ドラマW（WOWOW）
  - 自由戀愛（2005年1月23日） - 主演・磐井明子 役
  - 恋せども、愛せども（2007年8月19日） - 主演・高久雪緒 役
- ドラゴン桜（2005年7月 - 9月、TBS） - 井野真々子 役
- 大河ドラマ（NHK）
  - 功名が辻（2006年） - たま→玉→ガラシャ 役
  - 八重の桜（2013年） - 山本うら 役
- 世にも奇妙な物語（フジテレビ）
  - 世にも奇妙な物語 15周年の特別編「命火」（2006年3月28日） - 主演・小山陽子 役
  - 世にも奇妙な物語 25周年スペシャル・春 〜人気マンガ家競演編〜「蟲たちの家」（2015年4月11日） - 主演・水谷留衣子 役[11]
- おいしいプロポーズ（2006年4月 - 6月、TBS） - 主演・白石鈴子 役
- ひめゆり隊と同じ戦火を生きた少女の記録 最後のナイチンゲール（2006年8月22日、日本テレビ） - 主演・新城美智子 役
- 華麗なる一族（2007年1月 - 3月、TBS） - 万俵早苗 役
- 孤独の賭け〜愛しき人よ〜（2007年4月 - 6月、TBS） - 乾百子 役
- ホレゆけ!スタア☆大作戦〜まりもみ危機一髪!〜 第2話「ハセキョーが!?長谷川京子が!?」（2007年4月、エイベックス&イースト / ソケット） - 本人 役
- 海峡（2007年11月17日・23日・24日、NHK） - 主演・吉江朋子 役
- SCANDAL（2008年10月 - 12月、TBS） - 河合ひとみ 役
- エンゼルバンク〜転職代理人（2010年1月 - 3月、テレビ朝日） - 主演・井野真々子 役
- BOSS 2ndシーズン（2011年4月 - 6月、フジテレビ） - 田所幸子 役
- らんま1/2（2011年12月9日、日本テレビ） - 天道かすみ 役
- 親父がくれた秘密〜下荒井5兄弟の帰郷〜（2012年9月12日、テレビ東京） - 下荒井佳代 役
- 松本清張没後20年特別企画・危険な斜面（2012年9月30日、フジテレビ） - 野関利江 役
- 連続ドラマW（WOWOW）
  - 配達されたい私たち（2013年5月 - 6月） - 澤野正美 役
  - 沈まぬ太陽 第2部：第9話 - 第20話（2016年7月 - 9月） - 小川亜紀子 役
  - 本日は、お日柄もよく（2017年1月 - 2月）- 久遠久美 役
  - イノセント・デイズ（2018年3月 - 4月） - 小曾根理子 役
- Oh,My Dad!!（2013年7月 - 9月、フジテレビ） - 早坂美月 役
- 長谷川町子物語〜サザエさんが生まれた日〜（2013年11月29日、フジテレビ） - 長谷川毬子 役
- 続・最後から二番目の恋（2014年4月 - 6月、フジテレビ） - 原田薫子 役
- ペテロの葬列（2014年7月 - 9月、TBS） - 間野京子 役
- 夏の終わりに、恋をした。（2014年9月26日、フジテレビ） - 主演・安藤ちかげ 役
- マザー・ゲーム〜彼女たちの階級〜（2015年4月 - 6月、TBS） - 矢野聡子 役
- 臨床犯罪学者 火村英生の推理（2016年1月 - 3月、日本テレビ） - 諸星沙奈江 役[12]
- 私 結婚できないんじゃなくて、しないんです 第4話 - 第8話（2016年5月6日 - 6月3日、TBS） - 入江千波 役 [13]
- プレミアムよるドラマ『ふれなばおちん』（2016年6月 - 8月、NHK BSプレミアム） - 主演・上条夏 役[14]

- セシルのもくろみ（2017年7月 - 9月、フジテレビ） - 安永舞子 役
- KISSしたい睫毛（2018年3月6日 - 27日、フジテレビ） - 南場麗華 役

- 探偵物語（2018年4月8日、テレビ朝日） - 本宮幸子 役
- シグナル 長期未解決事件捜査班 第1話・第2話（2018年4月10日・17日、関西テレビ・フジテレビ） - 吉本圭子 役
- バカボンのパパよりバカなパパ（2018年6月 - 7月、NHK） - 赤塚（江守）登茂子 役
- ラストチャンス 再生請負人（2018年7月 - 9月、テレビ東京） - 樫村明子 役[15]
- レ・ミゼラブル 終わりなき旅路（2019年1月6日、フジテレビ） - 田辺真澄 役[16]
- ミストレス〜女たちの秘密〜（2019年4月 - 6月、NHK） - 主演・柴崎香織 役
- シャーロック アントールドストーリーズ 第8話（2019年11月25日、フジテレビ） - 安蘭世津子 役
- 真夏の少年〜19452020（2020年7月 - 9月、テレビ朝日） - 山田ゲルハルト節子 役
- 未満警察 ミッドナイトランナー 第6話・第7話（2020年8月1日・8日、日本テレビ） - 天満直子 役
- バイプレイヤーズ 〜名脇役の森の100日間〜 第4話（2021年1月30日、テレビ東京） - 長谷川京子（本人） 役（劇中ドラマ4チャン『CTO～COOL TEACHER ONI to TSUKA～』：主演　役）
- NHK特集ドラマ『混声の森』（2022年3月26日・27日、NHK BS4K / 2022年7月23日・30日、NHK BSプレミアム） - 加藤加寿子 役
- やんごとなき一族 第4話・第8話（2022年5月12日・6月9日、フジテレビ） - マダムキリコ 役[17]
- ワンルームエンジェル（2023年10月20日 - 11月24日、毎日放送） - あり紗 役[18]
- お迎え渋谷くん（2024年4月2日 - 6月18日、関西テレビ・フジテレビ） - 品川響子 役[19]
- 降り積もれ孤独な死よ 第4話・第8話 - 最終話（2024年7月28日・8月25日 - 9月8日、読売テレビ・日本テレビ系） - 八木橋陽子 役[20]

### 配信ドラマ
- 女たちは二度遊ぶ（2010年、Bee TV）
- 彼氏をローンで買いました（2018年3月9日 - 4月2日、dTV・FOD） - 南場麗香 役
- 死神さん 第4話（2021年10月8日、Hulu） - 陣野澄香 役[21]
- 金魚妻（2022年2月14日配信、Netflix） - 箱崎ゆり葉 役[22]
- フクロウと呼ばれた男（2024年4月24日 - 5月8日、Disney+）- 影山弓子 役[23]

### 映画
- 美しい夜、残酷な朝〜box〜（2005年5月4日公開、角川映画） - 鏡子 役
- female「桃」（2005年5月14日公開、東芝エンタテインメント） - 森岡淳子 役
- 自由戀愛（2005年9月3日公開）
- 大帝の剣（2007年4月7日公開、東映） - 舞 役
- 愛の流刑地（2007年1月13日公開、東宝） - 織部美雪 役
- 七夜待（2008年11月1日公開、ファントム・フィルム） - 彩子 役
- レイン・フォール/雨の牙（2009年4月25日公開、ソニー・ピクチャーズ エンタテインメント） - 川村みどり 役
- 桜田門外ノ変（2010年10月16日公開、東映） - 関ふさ 役
- 後妻業の女（2016年8月27日公開、東宝） - 西木尚子 役[24]
- 光（2017年11月25日公開、ファントム・フィルム） - 篠浦未喜 役
- 君は月夜に光り輝く（2019年3月15日公開、東宝） - 岡田恭子 役

### スポーツ・バラエティー
- SRS MC 3代目格闘ビジュアルクイーン（フジテレビ）
- Goro's Bar（2005年1月1日/2006年4月27日/2007年5月31日/2008年10月16日、TBS）
- グータンヌーボ2（2019年1月16日 - 2021年12月22日、関西テレビ） - MC[5]
- 突然ですが占ってもいいですか？（2021年6月23日、フジテレビ）[25]

### 報道・ドキュメンタリー
- 池上彰の戦争を考えるSP 〜戦争はなぜ始まり、どう終わるのか〜（2010年8月15日、テレビ東京）
- 夢遺産〜リーダーの夢の先〜（2019年10月7日 - 、テレビ東京） - ナレーション

### 舞台
- MIDSUMMER CAROL ガマ王子 vs ザリガニ魔人（2004年7 - 8月：PARCO劇場、シアター・ドラマシティほか） - 光岡 役
- 熱海殺人事件NEXT〜くわえ煙草伝兵衛捜査日誌〜 （2011年2月4日 - 2月14日：紀伊國屋ホール; 2012年4月：紀伊國屋ホール、森ノ宮ピロティホールほか）
- 淋しいのはお前だけじゃない（2011年6月17日 - 6月26日：赤坂ACTシアター）
- メアリ・スチュアート（2020年1月 - ：世田谷パブリックシアター） - メアリー・スチュアート 役

### CM・広告
- TDK「MD-XG」（1999年）
- ホーユー 「ビューティーラボ」「ビューティラボ カラーケア」（2001年）
- キヤノン 「LASER SHOT」「PIXUS」（2001年 - 2006年）
- イー・アクセス 「ADSLプラス」関東地区・関西地区限定（2002年）
- コカ・コーラ 「ダイエットコカコーラ」（2003年）
- 日本生命保険 「生きるチカラ スカイプラン」「同 フラウ」（2003年）
- 江崎グリコ 「ショコラトルテ」「ポスカム」（2003年）
- チバビジョン 「FreshLook」（2003年）
- エルセーヌ （2003年）
- ジェムケリー （2003年）
- NTTドコモ FOMA 900i - 901iS（2003年 - 2005年）[26]
- コーセー 「ルミナス」「ルティーナ」（2003年 - 2006年）
- ハウスウェルネスフーズ 「C1000ビタミンレモン」「C1000レモンウォーター」（2004年 - 2006年）
- Brillia六甲アイランド ブランズリビオ 関西地区限定（2006年）
- アサヒビール「贅沢日和」（2006年 - ）
- コーセー コスメポート「サロンスタイル」（2007年 - ）
- ブランジスタトラベルWebマガジン「旅色」表紙（2007年）
- FXプライム（2008年 - 2010年）
- ライオン「香りとデオドラントのソフラン アロマリッチ」（2010年 -  ）
- カネボウ「フレッシェル」（2016年）[27]
- ダイソン （2020年 - ）※ヘアビューティーアイコン就任[28]
- ニベア クリームケアボディウォッシュ「洗うだけで潤う」篇（2020年10月1日 - ）[29]
- BOAT RACE振興会「アイ アム ア ボートレーサー」（2023年1月 - ）[30]

### ラジオ
- DOCOMO シーソーメール〜SHE SAW MAIL〜（2010年4月 - 9月、TOKYO FM） - 川島麻子（シーズン1）、高坂栞（シーズン2） 役
- 長谷川京子のオールナイトニッポンGOLD（2020年5月15日、ニッポン放送）

## 作品

### イメージDVD
- La fille naturelle（2001年）

### 写真集
- KYOKO‐WIND京風（2001年3月、ワニブックス、撮影：Harushi Kimura、Tadao Mazda、Kazuki Yayama）ISBN 978-4847026492
- Key Of Life（2003年9月5日、ぺんぎん書房、撮影：Takay、ARIKO）ISBN 978-4901978095
- Just as a flower（2019年11月26日、宝島社、撮影：沢渡朔）ISBN 978-4800299413

## モデル活動
- CanCam専属モデル（1997年 - 2002年）
- m-flo 『ソトシゴト 〜m-flo turns it out!〜』 - CDジャケットの女性DJ
- 2004年度国税庁「確定申告」（2003年）
- 最高裁判所「裁判員制度」（2005年）

## 受賞歴
- 2003年 第5回ヘアカラーリングアワード グランプリ ※ホーユー主催[31]
- 2005年 第16回日本ジュエリーベストドレッサー賞 20代部門
- 2005年 第44回ザテレビジョンドラマアカデミー賞 助演女優賞（『Mの悲劇』）[32]
- 2013年 第6回ベストマザー賞 芸能部門